# Arouca (Fußballspieler)
Marcos Arouca da Silva (* 11. August 1986 in Duas Barras, Rio de Janeiro), kurz Arouca, ist ein brasilianischer Fußballspieler. Der Mittelfeldspieler und viermalige brasilianische Nationalspieler stand zuletzt beim Figueirense FC unter Vertrag.

## Karriere

### Verein
Arouca begann seine Karriere in der Jugend des Fluminense FC und rückte dort 2004 in den Profikader. Mit dem Verein gewann er 2005 die Staatsmeisterschaft von Rio de Janeiro und 2007 die Copa do Brasil. 2009 wechselte er zum Ligakonkurrenten FC São Paulo. In der Saison 2010 wurde er an den FC Santos ausgeliehen, von dem er anschließend fest verpflichtet wurde. Von 2010 bis 2012 konnte er mit Santos dreimal in Folge die Staatsmeisterschaft von São Paulo gewinnen sowie 2010 die Copa do Brasil, 2011 die Copa Libertadores und 2012 die Recopa Sudamericana.
Zur Saison 2015 wechselte Arouca zu Palmeiras São Paulo. In der Spielzeit 2016 gewann er mit dem Klub die Meisterschaft. Im Jahr 2018 wurde er zunächst an Atlético Mineiro und anschließend an den EC Vitória verliehen. Im Februar 2019 verließ Arouca Palmeiras und war danach knapp ein Jahr vereinslos. Im Januar 2020 schloss er sich dem Figueirense FC an.

### Nationalmannschaft
Arouca spielte für die brasilianische U17-Auswahl und nahm mit der U20 an der Junioren-Weltmeisterschaft 2005 in den Niederlanden teil, bei dem er im Viertelfinale gegen Deutschland zum Einsatz kam.
Am 7. September 2012 debütierte Arouca beim 1:0-Sieg im Freundschaftsspiel gegen Südafrika für die A-Nationalmannschaft. Insgesamt kam Arouca auf vier Einsätze für die Seleção.

## Erfolge

### Verein
Fluminense FC
- Staatsmeister von Rio de Janeiro: 2005
- Brasilianischer Pokalsieger: 2007

FC Santos
- Staatsmeister von São Paulo: 2010, 2011, 2012
- Brasilianischer Pokalsieger: 2010
- Copa-Libertadores-Sieger: 2011
- Recopa-Sudamericana-Sieger: 2012

Palmeiras São Paulo
- Brasilianischer Pokalsieger: 2015
- Brasilianischer Meister: 2016

### Nationalmannschaft
- Dritter Platz bei der U-20-Weltmeisterschaft: 2005